# نشانگان قفل‌شدگی
نشانگان قفل شدگی یا سندرم قفل شدگی (به انگلیسی: Locked-in syndrome) یک حالت بالینی خاصی است که با وجود عدم تحرک اندام‌های بیمار، آگاهی و هوشیاری وی حفظ می‌گردد. این وضعیت ناشایع ممکن است با اغما (کما) که آگاهی و هوشیاری بیمار دچار اختلال می‌گردد، اشتباه شود. در موارد سندرم قفل شدگی، بیمار تکلم نداشته و فقط دارای حرکت چشم‌ها در راستای عمودی است. بنابراین، حرکت چشم‌ها تنها راه ایجاد ارتباط با بیمار است.

## علل
دو قسمت نیمکره‌های مخ و دستگاه فعال‌کننده مشبک در حفظ هوشیاری نقش دارند. قسمت بیشتری از دستگاه فعال‌کننده مشبک در ساقه مغز قرار دارد. اگر این دستگاه صدمه ببیند، براساس آسیب ایجاد شده منجر به درجاتی از اختلال هوشیاری می‌گردد.
در سندرم قفل شدگی به علت ایجاد ضایعه در ناحیه قاعده پل مغزی که پایین‌تر از دستگاه فعال‌کننده مشبک ساقه مغزی است، باعث قطع راه‌های حرکتی نزولی می‌گردند؛ بنابراین، راه‌های قشری نخاعی و قشری پیازی آسیب می‌بینند. چنین صدماتی با حفظ آگاهی و هوشیاری همراه است، ولی باعث بی حرکتی در اندام‌ها می‌شوند.
مواردی که ممکن است باعث سندرم قفل شدگی گردند:
- ضربات مغزی
- سکته مغزی به علت ایسکمی (کم خونی بافت مغز) یا خون‌ریزی پل مغز (آسیب هموراژیک مغزی)
- انسفالیت
- میلینولیز مرکزی پل مغزی
- هیپوکالمی (کاهش پتاسیم خون)
- پلی نوروپاتی شدید (مثلاً گاهی به علت نشانگان گیلن باره)
- تومورها

## علایم
علایم سندرم قفل شدگی شامل:
- فلج چهاراندام
- عدم تکلم
- حرکات محدود چشم که ممکن است به صورت زیر باشد:[۱]
  - توانایی بازکردن ارادی چشم‌ها
  - وجود حرکت چشم‌ها در راستای عمودی (بالا و پایین)
  - تقارب چشم‌ها
- وضعیت دسربره (اکستنشن در چهار اندام) یا وضعیت دکورتیک (فلکشن) در اندام‌ها
- طبیعی بودن نوار مغزی یا الکتروانسفالوگرافی (EEG)

## پیش‌آگهی
اگر عامل سندرم قفل شدگی اختلال عروقی باشد، احتمال مرگ در حدود ۷۰٪ و در سایر موارد (غیر عروقی) احتمال مرگ تقریباً ۴۰٪ بوده و عموماً به دلیل پنومونی است که آن هم از عوارض عدم تحرک بیمار بوده و ارتباط مستقیم با وضعیت مغزی ندارد. درصورت زنده ماندن بیمار، ممکن است بعد از چند هفته یا چند ماه به‌طور نسبی یا کامل بهبود یابد.